# Erckartswiller
Erckartswiller é uma comuna francesa na região administrativa de Grande Leste, no departamento Baixo Reno. Estende-se por uma área de 10,35 km². Em 2010 a comuna tinha 305 habitantes (densidade: 29,5 hab./km²).